# Impatiens dempoana
Impatiens dempoana är en balsaminväxtart som beskrevs av Joseph Dalton Hooker. Impatiens dempoana ingår i släktet balsaminer, och familjen balsaminväxter. Inga underarter finns listade i Catalogue of Life.